# 조너선 토고
조너선 토고(Jonathan Togo, 1977년 8월 25일 ~ )는 미국의 배우이다. 《CSI 마이애미》에서 라이언 울프 역을 맡고 있다.

## 출연 작품
- 7 차이니즈 브라더스 (2015)
- 아이덴티컬 (2012)
- 썸바디 업 데어 라이크 미 (2012)
- 미스틱 리버 (2003)
- CSI - 마이애미 (2002)